# 白晖怀
白晖怀（？—1864年），太平天国将领。清代广西省人。

## 生平
白晖怀参加太平军，1852年担任御林侍卫。1853年1月，升任月令副侍卫，东都天京，3月升任殿右十二指挥。6月，白晖怀随赖汉英等西征江西。十月调回天京，十一月以三汊河战役之功升为殿右八检点。1854年3月，奉命镇守安徽庐州，4月进军湖南，升秋官副丞相，在岳州城陵矶失败。收入东牢。后封甘王，1864年5月，在江苏高淳一带转战，七月，在天京城外，率军抗击清军，战死。